# Amatori Vercelli
El Hockey Club Amatori Vercelli, o simplement Amatori Vercelli és un club d'hoquei sobre patins de la localitat italiana de Vercelli, a la regió del Piemont. Va ser fundat l'any 1962 i actualment milita a la Serie A1 italiana.
La seva millor temporada va ser la 1982/83, on aconseguí guanyar la Lliga i la Copa d'Itàlia, així com la Copa de la CERS, on derrotà a la final al AFP Giovinazzo.
A més a més, també guanyà la Lliga les temporades 1983/84 i 1985/86, així com una segona Copa de la CERS l'any 1988, derrotant en aquesta ocasió a la final al CD Paço de Arcos.
També va ser finalista de la Copa d'Europa l'any 1998, caient derrotat a la final celebrada a Vercelli, pel Igualada Hoquei Club.

## Palmarès
- 3 Lligues italianes: 1983, 1984 i 1986
- 1 Copa italiana: 1983
- 2 Copa de la CERS: 1983 i 1988